# Myśliwska Czuba
Myśliwska Czuba (słow. Poľovnický hrb) – skaliste wzniesienie w południowo-wschodniej grani Łomnicy, na jej odcinku zwanym Łomnicką Granią. Na północnym zachodzie graniczy z Wielką Łomnicką Basztą, od której oddziela ją Wyżni Myśliwski Przechód, natomiast na południowym wschodzie opada na głęboką Myśliwską Przełęcz, za którą znajduje się Mała Łomnicka Baszta. Myśliwska Czuba położona jest tuż ponad Wyżnim Myśliwskim Przechodem.
Po południowo-zachodniej stronie Myśliwskiej Czuby w stokach wyróżnia się liczne obiekty należące do ścian Wielkiej Łomnickiej Baszty. Bezpośrednio od wierzchołka Myśliwskiej Czuby odchodzi Dziurawa Grzęda, będąca południowym ograniczeniem środkowych i dolnych partii Dziurawego Upłazu. Po drugiej stronie grani, na wschód, stoki Pustego Pola opadają do Pustej Żlebiny.
Turnia jest wyłączona z ruchu turystycznego. Najdogodniejsze drogi dla taterników prowadzą na nią od obu sąsiednich przełęczy. Myśliwska Czuba, podobnie jak inne obiekty w Łomnickiej Grani, była odwiedzana od dawna przez myśliwych polujących na kozice.

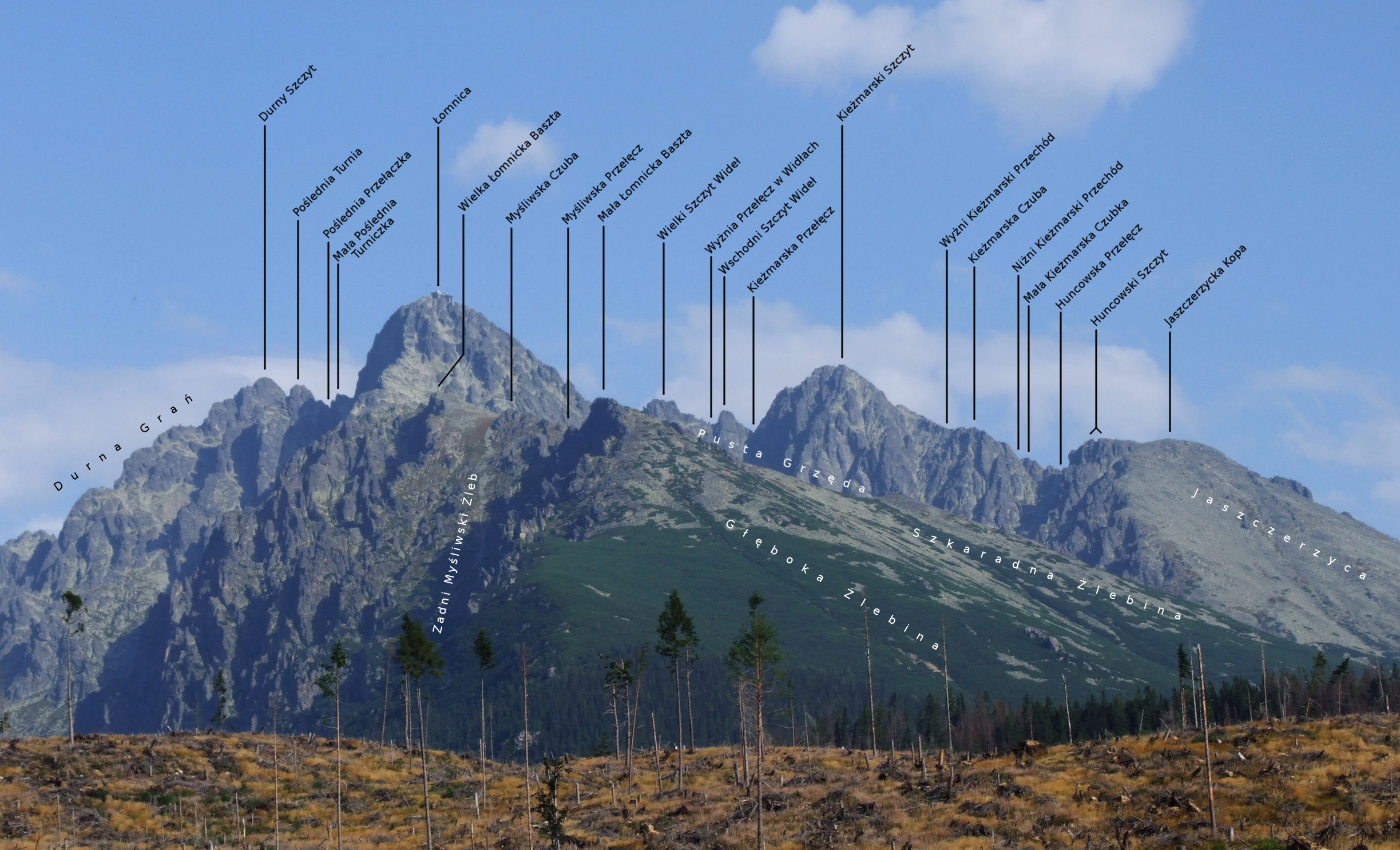
Myśliwska Czuba wśród podpisanych obiektów